# NCSM Charlottetown (FFH 339)
Le NCSM Charlottetown (FFH 339) est une frégate canadienne, la dixième de la classe Halifax. Il est en service depuis 1995 et assigné aux Forces maritimes de l'Atlantique de la Marine royale canadienne des Forces armées canadiennes. La base des Forces canadiennes (BFC) Halifax en Nouvelle-Écosse est son port d'attache. Il s'agit du troisième navire à porter le nom de Charlottetown.

## Service
Le NCSM Charlottetown sert principalement dans l'océan Atlantique pour la protection de la souveraineté territoriale du Canada et l'application de la loi dans sa zone économique exclusive. Le Charlottetown a participé dans de nombreuses opérations de lutte anti-terroriste notamment dans le golfe Persique et dans le golfe Arabique. Il patrouille également de manière régulière dans l'océan Atlantique dans le cadre de missions de l'OTAN.
Le Charlottetown entra en service au mois de mars 2011 pour l'intervention militaire en Libye. Il fut attaqué dans la nuit du 12 mai par les rebelles pro-Kadhafi au large de la Libye près de Misrata. Il reprit le service dans la mer Méditerranée en janvier 2012.